# Loving You (canção de Michael Jackson)
"Loving You" é uma canção do cantor estadunidense Michael Jackson. A canção foi gravada originalmente no período de gravação e lançamento do álbum Bad, entre 1985 a 1987, porém ficou fora da lista final do álbum. A versão retrabalhada da música foi incluída em seu segundo álbum póstumo, Xscape.

## Faixas
| Compact Disc |              |         |  |
| N.º          | Título       | Duração |  |
| 1.           | "Loving You" | 3:16    |  |

## Desempenho nas paradas
| Paradas (2014)                                                | Melhor posição |
| ------------------------------------------------------------- | -------------- |
| Bélgica (Ultratop 50 de Flandres)                             | 72             |
| Estados Unidos (Billboard Hot R&B Songs)                      | 24             |
| Estados Unidos (Billboard Bubbling Under R&B/Hip-Hop Singles) | 2              |
| França (SNEP)                                                 | 99             |
| Países Baixos (Single Top 100)                                | 24             |
| Reino Unido (Radio Airplay)                                   | 40             |